# Borolia mediofusca
Borolia mediofusca là một loài bướm đêm trong họ Noctuidae.